# Dalkeith
Dalkeith er en by i Midlothian, Skotland, som ligger ved North Esk-floden. Den blev kaldet en burgh of barony i 1401 og en burgh of regality i 1540. Byen Dalkeith er vokset op mod sydvest fra slottet Dalkeith Palace) fra det 12. århundrede. Dalkeith havde et indbyggertal på 11.566 i 2001.

## Kendte personer fra Dalkeith
Derek William Dick – kendt under navnet Fish, i gruppen Marillion